# Désert de Tin-Toumma
Le désert de Tin-Toumma est un vaste plateau dunaire situé dans le sud-est du Niger.

## Géographie

### Topographie
Le désert de Tin-Toumma est un plateau dunaire composé de dunes fixées au sud et de dunes vives au nord, entrecoupées de larges vallées fossiles : les dilias
.
Sa superficie est d’environ 100 000 km2. L’altitude est généralement comprise entre 350 et 450 m. Il est entouré par :
- au nord : le Ténéré (Grand erg de Bilma),
- à l’est : le Tchad,
- au sud : une ligne à la latitude 14°40' N environ (Tesker-N'Gourti),
- à l’ouest : le massif de Termit.

Il couvre la majeure partie du département de N’Guigmi dans la région de Diffa, ainsi que la frange est du département de Gouré dans la région de Zinder.

### Climat
Le désert de Tin-Toumma possède un climat désertique chaud (Classification de Köppen BWhw) à longue saison sèche « hivernale ». Il est situé à l'extrême sud du Sahara, sur la frange nord de la zone sahélo-saharienne qui fait transition avec le Sahel, où le climat devient progressivement semi-aride. Il a trois saisons : une saison très sèche et chaude, une saison sèche et très chaude et une saison des pluies. Le climat y est très aride, avec des précipitations moyennes annuelles inférieures à 100 mm dans l'ensemble de la région, mais celles-ci peuvent atteindre jusqu'à 200 mm dans l'extrême sud. Cependant, c'est la variabilité et l'irrégularité intermensuelle de ces pluies qui y est remarquable : plus de 99 % de ces précipitations tombent pendant la saison la plus chaude, entre juin et septembre alors que tous les autres mois de l'année ne reçoivent aucune précipitations du tout en moyenne. L'aridité est d'autant plus forte que l'on monte vers le nord, et d'autant plus faible que l'on descend vers le sud. La chaleur torride caractérise le climat, et les températures moyennes maximales dépassent 40 °C pendant plusieurs mois et atteignent régulièrement 45 °C. La zone est particulièrement ensoleillée grâce à la permanence de ciels clairs : la durée moyenne effective de l'insolation est supérieure à 4.000 h par an.

## Population
La population essentiellement nomade est estimée à moins de 2 000 habitants.

## Économie
La principale activité est l'élevage de dromadaires et de chèvres. La région est aussi un lieu de passage pour les caravanes transportant le sel des salines de Bilma.
Un gisement de pétrole est exploité depuis fin 2011 dans la région d’Agadem. La production, environ 20 000 barils par jour, est amenée par un oléoduc jusqu’à la raffinerie de Zinder. La prospection se poursuit dans le périmètre sud-Ténéré, Termit, Tin-Toumma
.

## Culture et patrimoine
La région possède une grande variété animale et végétale pour une zone désertique et steppique.
La Réserve naturelle nationale de Termit et de Tin-Toumma (RNNTT) s’étendant sur 97 000 km2 a été créée officiellement le 6 mars 2012
.
La zone avait été proposée à l’inscription au patrimoine mondial de l’UNESCO en 2006
.
Le champ pétrolier d’Agadem situé au nord-ouest de la zone constitue cependant une menace écologique pour la réserve.